# Badreddine Benachour
Pour les articles homonymes, voir Benachour.
Badreddine Benachour, né le 8 septembre 1994 à Casablanca, est un footballeur marocain qui évolue au poste de gardien de but au Ittihad riadhi de Tanger.

## Biographie
Badreddine Benachour est formé à l'Académie Mohammed VI, au Maroc.
Avec la sélection marocaine olympique, il atteint la finale du Tournoi de Toulon en 2015, en étant battu par l'équipe de France des moins de 20 ans. Il est élu meilleur gardien du tournoi.
Badreddine Benachour est interpellé, jeudi 27 février 2020, pour son implication présumée dans le viol d’une jeune fille de 20 ans.

## Palmarès
- Champion du Maroc en 2015 et 2017 avec le Wydad de Casablanca
- Finaliste du Tournoi de Toulon 2015 avec le Maroc olympique